# Liste der Reichsmark-Münzen der Weimarer Republik

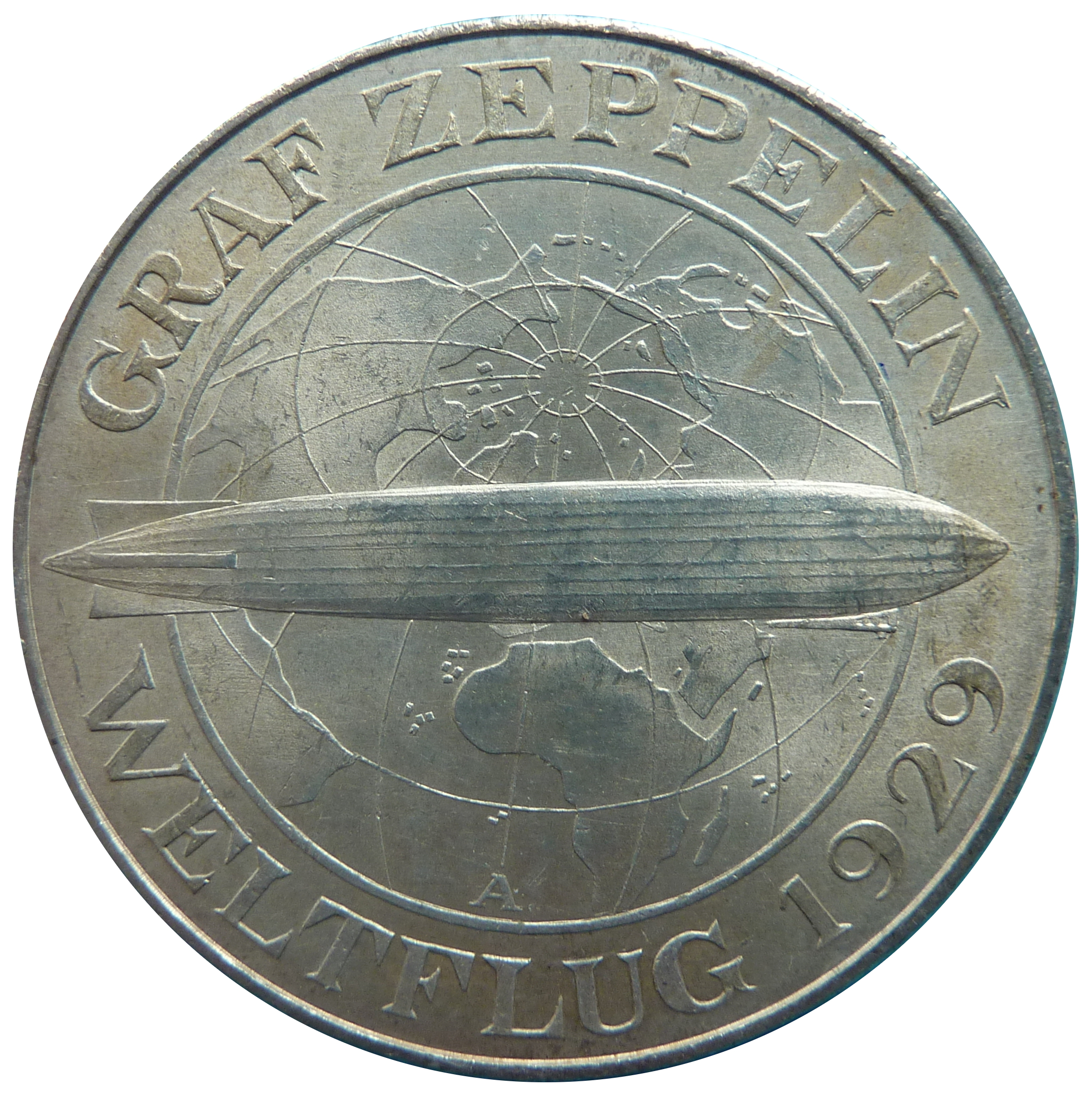
Rückseite einer 5-Mark-Gedenkmünze

Nach den Jahren der Hyperinflation (1918 bis 1923) wurde in Deutschland der Versuch einer Stabilisierung der Mark unternommen. Da nach dem verlorenen Krieg keine Goldbestände mehr vorhanden waren, schied Gold als Deckungsmöglichkeit aus.
Am 15. Oktober 1923 wurde deshalb in Berlin die Deutsche Rentenbank gegründet. Die von ihr ausgegebenen Rentenbriefe, die Industriebetriebe und landwirtschaftlichen Grundbesitz belasteten, bildeten die Deckung der Rentenbankmünzen. Ab dem 15. November 1923 wurde ein Währungsschnitt vollzogen: 1 Rentenmark gleich 1 Billion Papiermark.
Die Grundlage der Münzprägungen aus Silber in der Weimarer Republik bildete noch bis zum 30. August 1924 das alte Münzgesetz des Kaiserreichs vom 1. Juni 1909. Mit dem Erlass eines neuen Gesetzes zum 30. August 1924 wurde die Reichsmark als gesetzliches Zahlungsmittel eingeführt.
Das neue Gesetz sah folgende Nominale vor: 

Goldmünzen zu 10 und 20 Reichsmark, 

Silbermünzen zu 1, 2, 3 und 5 Reichsmark 

Kleinmünzen zu 1, 2, 5, 10 und 50 Reichspfennig
Die Goldmünzen des Kaiserreichs galten zu ihrem Nennwert weiter. Die vorgesehene Neuprägung der Goldmünzen, die die gleiche Größe und den gleichen Goldanteil wie die Kaiserreichsmünzen haben sollten, unterblieb.

## Legende
Avers: Der Avers ist die Vorderseite einer Münze. Auf ihr ist meistens das Motiv oder der Wert abgebildet.
Revers: Der Revers ist die Rückseite einer Münze. Dort ist der Reichsadler zu sehen. Bei Gedenkmünzen kann man oft auch den Nennwert ablesen.
Nennwert: Der Nennwert einer Münze ist der Wert, zu der die Münze ausgegeben wurde.
Ausgabejahr/Prägezeitraum: Das Ausgabejahr ist das Jahr, in dem die Münze ausgegeben wurde. Meistens wurde sie in diesem Jahr auch geprägt.
Anlass: Bei Gedenkmünzen ist der Anlass der Ausgabe angegeben.
Randgestaltung: Die Großmünzen besitzen oft eine Randschrift. Diese ist hier angegeben. Sie wird immer durch eine Arabeske, ein eisernes Kreuz und eine Arabeske ergänzt. Selten kamen auch Großmünzen vor, die nur Kerben am Rand hatten; ein Beispiel ist die 5-Mark-Gedenkmünze "Lessing". Die Kleinmünzen und damit fast alle Umlaufmünzen waren ebenfalls gekerbt oder hatten einen glatten Rand.
Gewicht: Bei Silbermünzen wird zwischen Fein- und Raugewicht unterschieden. Das Feingewicht gibt das Gewicht des Silberanteils der Münze an, während das Raugewicht das komplette Gewicht zeigt. Daher wird hier nur das Raugewicht verwendet.
Material: Die meisten Münzen bestehen aus Legierungen. Bei den Reichsmarkmünzen sind folgende Legierungen vorhanden:
- Kupfer 950: 95 % Kupfer, 4 % Zinn und 1 % Zink
- Kupfer 915: 91,5 % Kupfer, 8,5 % Aluminium
- Nickel 1000: 100 % Nickel
- Silber 500: 50 % Silber, 50 % Kupfer

geprägte Auflage:
- stgl: Diese Münzen wurden auf normale Art und Weise geprägt. Die Erhaltung "Stempelglanz" besitzt der Großteil der Münzen heute jedoch nicht mehr, da diese sich im Laufe der Zeit abgenutzt haben.
- PP: Diese Münzen werden, getrennt von den anderen, auf eine besondere Art und Weise geprägt. Sie werden aus polierten Ronden mit speziell polierten Stempeln geprägt. Hierdurch erscheinen die Erhebungen der Münze matt, während die Fläche reflektiert. Diese Münzen sind meistens teurer als die normal geprägten Exemplare, da sie auch in den meisten Fällen in geringerer Auflage geprägt wurden. Wenn in der Spalte "PP" das Wort vorhanden steht, bedeutet dies, dass die Anzahl der PP-Münzen nicht bekannt ist.

### Prägestätten
Die Reichsmarkmünzen wurden in sechs verschiedenen Münzprägestätten hergestellt:
| Münzzeichen | Ort          |
| ----------- | ------------ |
| A           | Berlin       |
| D           | München      |
| E           | Muldenhütten |
| F           | Stuttgart    |
| G           | Karlsruhe    |
| J           | Hamburg      |

## Umlaufmünzen
| Nennwert         | Avers            | Revers           | Prägezeitraum            | Material    | Gewicht | Durchmesser der Münze | Rand- gestaltung                              |
| ---------------- | ---------------- | ---------------- | ------------------------ | ----------- | ------- | --------------------- | --------------------------------------------- |
| 1 Reichspfennig  | 1 Reichspfennig  | 1 Reichspfennig  | 1923–1925 1927–1936      | Kupfer 950  | 2,0 g   | 17,5 mm               | glatt                                         |
| 2 Reichspfennig  | 2 Reichspfennig  | 2 Reichspfennig  | 1923–1925 1936           | Kupfer 950  | 3,33 g  | 20,0 mm               | glatt                                         |
| 4 Reichspfennig  | 4 Reichspfennig  | 4 Reichspfennig  | 1932                     | Kupfer 950  | 5,0 g   | 24,0 mm               | glatt                                         |
| 5 Reichspfennig  | 5 Reichspfennig  | 5 Reichspfennig  | 1923–1926 1930 1935–1936 | Kupfer 915  | 2,5 g   | 18,0 mm               | 84 Kerben                                     |
| 10 Reichspfennig | 10 Reichspfennig | 10 Reichspfennig | 1924–1926 1928–1936      | Kupfer 915  | 4,0 g   | 21,0 mm               | 90 Kerben                                     |
| 50 Reichspfennig |                  |                  | 1924–1925                | Kupfer 915  | 5,0 g   | 24,0 mm               | 140 Kerben                                    |
| 50 Reichspfennig | 50 Reichspfennig | 50 Reichspfennig | 1927–1933 1935–1938      | Nickel 1000 | 3,5 g   | 20,0 mm               | 126 Kerben                                    |
| 1 Reichsmark     | 1 Reichsmark     | 1 Reichsmark     | 1925–1927                | Silber 500  | 5,0 g   | 22,6 mm               | Arabesken                                     |
| 2 Reichsmark     | 2 Reichsmark     | 2 Reichsmark     | 1925–1927 1931           | Silber 500  | 10,0 g  | 26,0 mm               | 140 Kerben                                    |
| 3 Reichsmark     | 3 Reichsmark     | 3 Reichsmark     | 1931–1933                | Silber 500  | 15,0 g  | 30,0 mm               | Randschrift: EINIGKEIT UND RECHT UND FREIHEIT |
| 5 Reichsmark     | 5 Reichsmark     | 5 Reichsmark     | 1927–1933                | Silber 500  | 25,0 g  | 36,0 mm               | 192 Kerben                                    |

1. ↑  Die Neueinführung der 4-Reichspfennig-Münze sollte eine Preissenkung um 20 % zur Folge haben. Jedoch wurde die Münze von der Öffentlichkeit abgelehnt, sodass die 4-Reichspfennig-Münze nach einem Jahr bereits wieder außer Kurs gesetzt wurde.
2. ↑  Diese Münze wurde besonders häufig gefälscht, es gibt Angaben, dass bis zu 80 % der 50-Pfennig-Münzen gefälscht waren. Daher wurde diese Münze ab 1928 eingezogen und durch die 50-Pfennig-Münze aus Nickel ersetzt.

Die Umlaufmünzen wurden zwar jeweils insgesamt in allen Prägestätten geprägt, jedoch waren diese jeweils nicht jedes Jahr mit der Produktion der Münzen beauftragt.

## Gedenkmünzen
| Drei-Reichsmark-Gedenkmünzen Material: Silber 500 Raugewicht: 15 g Durchmesser: 30,0 mm |                          |             |                                                                                    |               |                                                     |                         |
| Avers                                                                                   | Revers                   | Ausgabejahr | Anlass Randgestaltung                                                              | Präge- stätte | geprägte Auflage                                    | geprägte Auflage        |
| Avers                                                                                   | Revers                   | Ausgabejahr | Anlass Randgestaltung                                                              | Präge- stätte | stgl                                                | PP                      |
| 3 RM Rheinlande                                                                         | 3 RM Rheinlande          | 1925        | Zur Jahrtausendfeier der Rheinlande EINIGKEIT UND RECHT UND FREIHEIT               | A D E F G J   | 3.052.156 1.122.520 441.100 172.875 299.664 492.000 | vorhanden 229 vorhanden |
| 3 RM Lübeck                                                                             | 3 RM Lübeck              | 1926        | 700 Jahre Reichsfreiheit Lübeck EINIGKEIT UND RECHT UND FREIHEIT                   | A             | 200.000                                             | vorhanden               |
| 3 RM Bremerhaven                                                                        | 3 RM Bremerhaven         | 1927        | 100 Jahre Bremerhaven NAVIGARE NECESSE EST                                         | A             | 150.000                                             | vorhanden               |
| 3 RM Nordhausen                                                                         | 3 RM Nordhausen          | 1927        | 1000 Jahre Nordhausen EINIGKEIT UND RECHT UND FREIHEIT                             | A             | 100.000                                             | vorhanden               |
| 3 RM Uni Tübingen                                                                       | 3 RM Uni Tübingen        | 1927        | 450 Jahre Universität Tübingen EINIGKEIT UND RECHT UND FREIHEIT                    | F             | 50.000                                              | vorhanden               |
| 3 RM Marburg                                                                            | 3 RM Marburg             | 1927        | 400 Jahre Philipps-Universität Marburg EINIGKEIT UND RECHT UND FREIHEIT            | A             | 130.000                                             | vorhanden               |
| 3 RM Dürer                                                                              | 3 RM Dürer               | 1928        | Zum 400. Todestag von Albrecht Dürer EHRT EURE DEUTSCHEN MEISTER                   | D             | 50.000                                              | -                       |
| 3 RM Naumburg                                                                           | 3 RM Naumburg            | 1928        | 900 Jahre Naumburg an der Saale EINIGKEIT UND RECHT UND FREIHEIT                   | G             | 100.000                                             | -                       |
| 3 RM Dinkelsbühl                                                                        | 3 RM Dinkelsbühl         | 1928        | 1000 Jahre Dinkelsbühl EINIGKEIT UND RECHT UND FREIHEIT                            | D             | 40.000                                              | vorhanden               |
| 3 RM Lessing                                                                            | 3 RM Lessing             | 1929        | Zum 200. Geburtstag von Gotthold Ephraim Lessing 140 Kerben                        | A D E F G J   | 216.760 56.240 29.800 40.120 24.400 32.680          | vorhanden               |
| 3 RM Waldeck                                                                            | 3 RM Waldeck             | 1929        | Zur Vereinigung Waldecks mit Preußen EINIGKEIT UND RECHT UND FREIHEIT              | A             | 170.000                                             | vorhanden               |
| 3 RM Meißen                                                                             | 3 RM Meißen              | 1929        | 1000 Jahre Burg und Stadt Meißen EINIGKEIT UND RECHT UND FREIHEIT                  | E             | 200.000                                             | vorhanden               |
| 3 RM Verfassung                                                                         | 3 RM Verfassung          | 1929        | Zum 10. Jahrestag der Weimarer Reichsverfassung EINIGKEIT UND RECHT UND FREIHEIT   | A D E F G J   | 1.420.561 499.114 112.155 370.357 255.590 342.323   | vorhanden               |
| 3 RM Zeppelin                                                                           | 3 RM Zeppelin            | 1930        | Zum Weltflug der „Graf Zeppelin“ 1929 EINIGKEIT UND RECHT UND FREIHEIT             | A D E F G J   | 541.900 140.600 74.500 100.300 61.000 81.700        | vorhanden               |
| 3 RM Vogelweide                                                                         | 3 RM Vogelweide          | 1930        | Zum 700. Todestag von Walther von der Vogelweide EINIGKEIT UND RECHT UND FREIHEIT  | A D E F G J   | 162.570 42.180 22.350 30.090 18.300 24.510          | vorhanden               |
| 3 RM Rheinlandräumung                                                                   | 3 RM Rheinlandräumung    | 1930        | Zur Rheinlandräumung EINIGKEIT UND RECHT UND FREIHEIT                              | A D E F G J   | 1.734.080 499.920 38.400 320.960 195.200 261.440    | vorhanden               |
| 3 RM Magdeburg                                                                          | 3 RM Magdeburg           | 1931        | Zum 300. Jahrestag des Brands von Magdeburg EINIGKEIT UND RECHT UND FREIHEIT       | A             | 100.000                                             | vorhanden               |
| 3 RM Stein                                                                              | 3 RM Stein               | 1931        | Zum 100. Todestag des Freiherrn vom und zum Stein EINIGKEIT UND RECHT UND FREIHEIT | A             | 150.000                                             | vorhanden               |
| 3 RM Goethe                                                                             | 3 RM Goethe              | 1932        | Zum 100. Todestag Goethes ALLEN GEWALTEN ZUM TRUTZ SICH ERHALTEN                   | A D E F G J   | 216.760 56.240 29.800 40.120 24.400 32.680          | vorhanden               |
| Fünf-Reichsmark-Gedenkmünzen Material: Silber 500 Raugewicht: 25 g Durchmesser: 36,0 mm |                          |             |                                                                                    |               |                                                     |                         |
| Avers                                                                                   | Revers                   | Ausgabejahr | Anlass Randgestaltung                                                              | Präge- stätte | geprägte Auflage                                    | geprägte Auflage        |
| Avers                                                                                   | Revers                   | Ausgabejahr | Anlass Randgestaltung                                                              | Präge- stätte | stgl                                                | PP                      |
| 5 RM Rheinlande                                                                         | 5 RM Rheinlande          | 1925        | Zur Jahrtausendfeier der Rheinlande EINIGKEIT UND RECHT UND FREIHEIT               | A D E F G J   | 683.733 452.027 204.000 211.950 89.204 43.400       | vorhanden 226 vorhanden |
| 5 RM Bremerhaven                                                                        | 5 RM Bremerhaven         | 1927        | 100 Jahre Bremerhaven NAVIGARE NECESSE EST                                         | A             | 50.000                                              | vorhanden               |
| 5 RM Uni Tübingen                                                                       | 5 RM Uni Tübingen        | 1927        | 450 Jahre Universität Tübingen EINIGKEIT UND RECHT UND FREIHEIT                    | F             | 40.000                                              | vorhanden               |
| 5 RM Lessing                                                                            | 5 RM Lessing             | 1929        | Zum 200. Geburtstag von Gotthold Ephraim Lessing 192 Kerben                        | A D E F G J   | 86.704 22.496 11.920 16.048 9.760 13.072            | vorhanden               |
| 5 RM Meissen                                                                            | 5 RM Meissen             | 1929        | 1000 Jahre Burg und Stadt Meißen 192 Kerben                                        | E             | 120.000                                             | vorhanden               |
| 5 RM Weimarer Verfassung                                                                | 5 RM Weimarer Verfassung | 1929        | Zum 10. Jahrestag der Weimarer Reichsverfassung 192 Kerben                         | A D E F G J   | 325.140 84.360 44.700 60.180 36.600 49.020          | vorhanden               |
| 5 RM Zeppelin                                                                           | 5 RM Zeppelin            | 1930        | Zum Weltflug der „Graf Zeppelin“ 1929 192 Kerben                                   | A D E F G J   | 216.760 56.240 29.800 40.120 24.400 32.680          | vorhanden               |
| 5 RM Rheinlandräumung                                                                   | 5 RM Rheinlandräumung    | 1930        | Zur Rheinlandräumung 192 Kerben                                                    | A D E F G J   | 325.140 84.360 44.700 60.180 36.600 49.020          | vorhanden               |
|                                                                                         |                          | 1932        | Zum 100. Todestag Goethes ALLEN GEWALTEN ZUM TRUTZ SICH ERHALTEN                   | A D E F G J   | 10.838 2.812 1.490 2.006 1.220 1.634                | vorhanden               |